# Scopula subcatenata
Scopula subcatenata là một loài bướm đêm trong họ Geometridae.